# Slinfold
Slinfold är en ort och civil parish i Storbritannien.   Den ligger i grevskapet West Sussex och riksdelen England, i den södra delen av landet, 50 km söder om huvudstaden London. Slinfold ligger 34 meter över havet och antalet invånare är 1 647.
Terrängen runt Slinfold är platt. Runt Slinfold är det ganska tätbefolkat, med 239 invånare per kvadratkilometer. Närmaste större samhälle är Horsham, 5,6 km öster om Slinfold. Trakten runt Slinfold består i huvudsak av gräsmarker.